# Torymus californicus
Torymus californicus är en stekelart som först beskrevs av William Harris Ashmead 1886.  Torymus californicus ingår i släktet Torymus och familjen gallglanssteklar. Inga underarter finns listade i Catalogue of Life.